# Affaire des mariages chinois à Tours

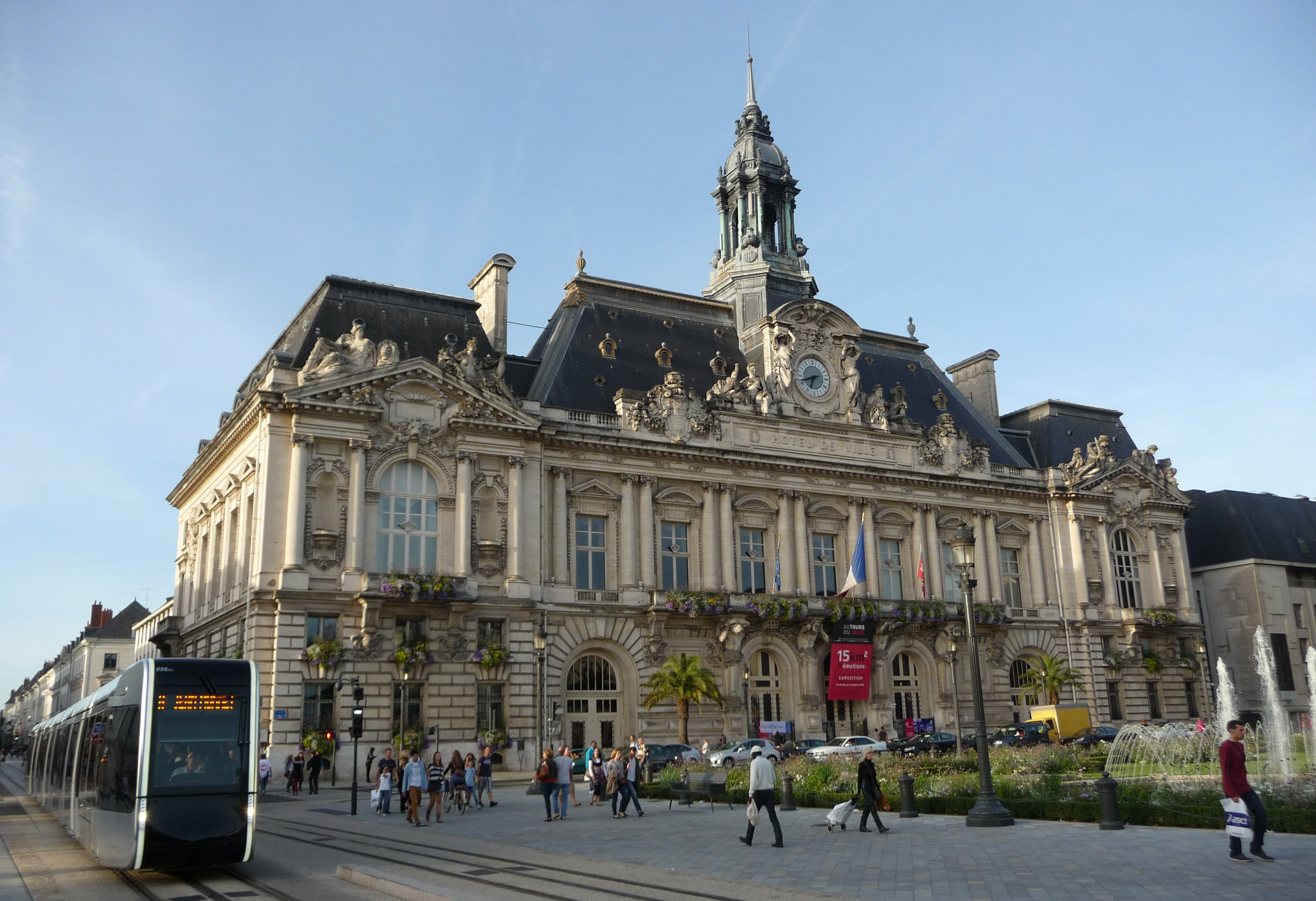
L'hôtel de ville de Tours.

L'affaire des mariages chinois à Tours est une affaire politico-financière. Elle s'est soldée le 8 janvier 2016 par la condamnation de la principale prévenue, Lise Han, à une peine d'un an de prison ferme, additionnée de dédommagements financiers et d'interdiction de fonction administrative et de gestion, à titre d'escroquerie et détournement de fonds publics. Au premier jour du procès de première instance, l'ancien maire de Tours Jean Germain, qui était mis en examen et devait être jugé, s’est suicidé.

## Faits

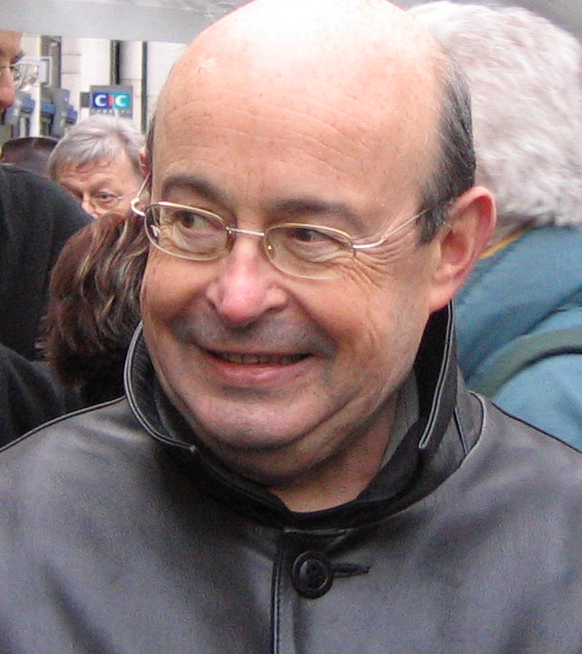
Jean Germain en 2004.

L'affaire trouve ses origines en 2007 : Jean Germain, maire PS de Tours, met en place avec Lise Han, sa maîtresse, gérante d'une société locale d'importation de produits chinois (et elle-même originaire de Taïwan), un projet touristique : il s'agit de proposer à des couples chinois un « mariage romantique à la Française » en Touraine, incluant une cérémonie symbolique, sans portée légale, à la mairie de Tours et des visites des châteaux de la Loire. Des centaines de couples chinois s'offrent ce service entre 2008 et 2011.
Lise Han a été embauchée par la mairie de Tours pour gérer cette organisation. Elle est également gérante de la société Lotus Bleu, qui organise les pseudo-mariages, en contrat (sans appel d'offres) avec la mairie. Cette double casquette constitue une situation illégale. Lise Han quitte ses fonctions au sein de l'entreprise à la demande de Jean Germain, mais continue d'en être la gérante de fait. La société de Lise Han bénéficie de 750 000 euros de marchés publics passés par la ville de Tours

## Suicide de Jean Germain
Le procès ouvre le 7 avril 2015, mais Jean Germain est introuvable. Il se suicide dans la matinée,. Il laisse des lettres d'adieux expliquant qu'il n'a pas supporté l'accusation qui pesait sur lui. Le procès est ajourné.

## Verdicts
Lise Han écope de deux ans et demi de prison dont un an ferme, une peine supérieure à la réquisition du procureur. Son mari est condamné à 5 000 euros d'amende, et deux autres prévenus à des peines avec sursis.
En appel, le 21 février 2018, Lise Han est condamnée à quatre ans de prison dont un avec sursis. Le pourvoi en cassation de l'intéressée n'étant pas suspensif, celle-ci est arrêtée à Vence après une cavale de plusieurs mois et écrouée à la prison de Nice le 19 septembre 2018,.